# Duggingen
Duggingen är en ort och kommun i distriktet Laufen i kantonen Basel-Landschaft, Schweiz. Kommunen har 1 611 invånare (2023).